# Льобет, Франсиско
Франсиско Льобет (или Льовет) (исп. Francisco Llobet) (1705 — 5 декабря 1785, Барселона) — испанский военный инженер, градостроитель и архитектор.

## Биография
Его семья была родом из Перпиньяна. В возрасте 15 лет он поступил в Военно-инженерный корпус и в качестве инженера-добровольца поступил в Военную академию Барселоны. После завершения учёбы в 1725 году его отправили в Оран, а затем в итальянскую армию во время войны за польское наследство, где он составил план цитадели Мессины для подготовки к испанскому нападению. То же он проделал в Сиракузах. Позже он присоединился к ломбардской армии, присутствовавшей при нападении на Мирандолу и блокаде Мантуи.
После войны он возвратился в Испанию и отправился на границу с Португалией, где работал над укреплениями Сьюдад-Родриго и в Галисии, где он руководил строительством Арсенала Ферроля. В 1761 году вместе с Хорхе Хуаном он подписал проект нового района Ла-Магдалена в Ферроле, работу над которым выполнил Хулиан Санчес Борт.
Он продолжал осмотр портов на севере Испании и в 1764 году остановился в Сантандере, где в 1765 и 1766 годах он проектировал энсанче Сантандера и построил 15 кварталов домов регулярной планировки, что позже, в 1788 году, будет завершено новым проектом Агустина де Колосия.
В 1770 году он был направлен в Картахену в сопровождении своего сына Рафаэля, помощника инженера. До этого работы на Пласа-де-Картахена выполнялись Хуаном Мартином Серменьо, по-видимому, были дорогостоящими, и кажется, что Льобет был назначен туда из-за его эффективности в работах Ферроля. Однако Серменьо, похоже, был не готов делить руководство строительством с Льобетом, с которым также связан его помощник Матео Водопич. Королевским указом 1773 года Водопич был назначен директором работ, а вскоре после этого Серменьо вообще уволил Льобета в Картахене.
После этого Льобет был назначен в Барселону, и с 1774 по 1784 год он являлся директором инженеров Каталонии.

## Сочинения
- Descripción de las Plazas y Puertos fortificados del Reino de Galicia, de sus Costas y Fronteras, consistencia y estado de sus Defensas con noticia de las proyectadas y de las aprobadas. Декабрь 1757 г.